# 박선우 (축구인)
박선우(한국 한자: 朴善禹, 1986년 9월 8일 ~ )는 대한민국의 전 축구 선수이며, 포지션은 수비수였다.